# Stilobezzia venezuelensis
Stilobezzia venezuelensis är en tvåvingeart som beskrevs av Ortiz 1950. Stilobezzia venezuelensis ingår i släktet Stilobezzia och familjen svidknott. Inga underarter finns listade i Catalogue of Life.